# Amarildo
Amarildo Tavares da Silveira, mer känd som Amarildo, född 29 juli 1940 i Rio de Janeiro, är en brasiliansk före detta fotbollsspelare (anfallare).
När Pelé blev skadad under VM i Chile 1962 och inte kunde delta mer i turneringen, var det Amarildo som fick i uppdrag att fylla luckan efter världens mest berömde fotbollsspelare. I sin första VM-match, mot Spanien, blev han matchhjälte genom att göra två mål. I finalen mot Tjeckoslovakien stod Amarildo för kvitteringsmålet till 1–1. Brasilien vann till slut med 3–1 och tog sitt andra raka VM-guld. 1963 lämnade Amarildo sin klubb Botafogo för spel i italienska Milan, där det blev en seger i italienska cupen. Säsongen 1968/69 blev han ligamästare med Fiorentina. Efter spel i Roma flyttade Amarildo hem till Brasilien, där han 1972 avslutade karriären i Vasco da Gama.